# Товстянка двоколірна
Товстя́нка двоко́лірна (Pinguicula bicolor) — дуже рідкісна багаторічна рослина родини пухирникових, один з небагатьох комахоїдних представників флори України. Вузький ендемік Західної України та Польщі, занесений до національних Червоних книг цих країн. Перспективна декоративна рослина.

## Опис
Трав'яниста рослина заввишки 20-30 см, гемікриптофіт. Листки розташовані у прикореневій розетці. Вони майже сидячі, довгасто-еліптичні, на верхньому боці вкриті клейкими залозками. Квітконос безлистий, густо вкритий залозистими волосками, несе єдину зигоморфну квітку. Віночок синювато-фіолетовий з двогубим відгином. Лопаті обох губ білі, шпорка шилоподібна, фіолетова.

### Визначення
Саме за білим кольором лопатей віночка та темною шпоркою цей вид можна безпомилково відрізнити від більшості підвидів товстянки звичайної, але не від двоколірного підвиду (Pinguicula vulgaris f. bicolor), який має таке саме забарвлення. Для порівняння…

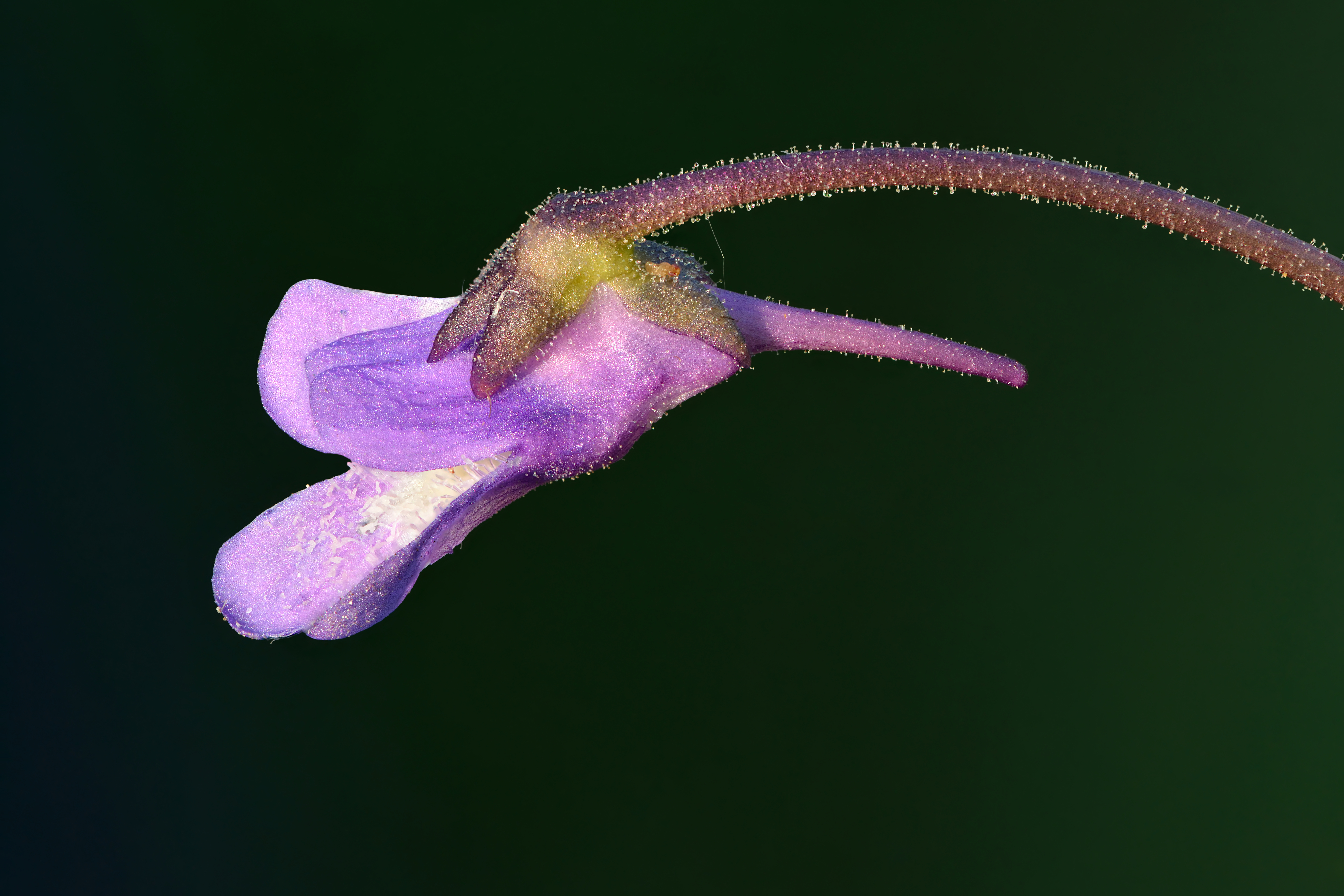
Квіти номінативного підвиду товстянки звичайної
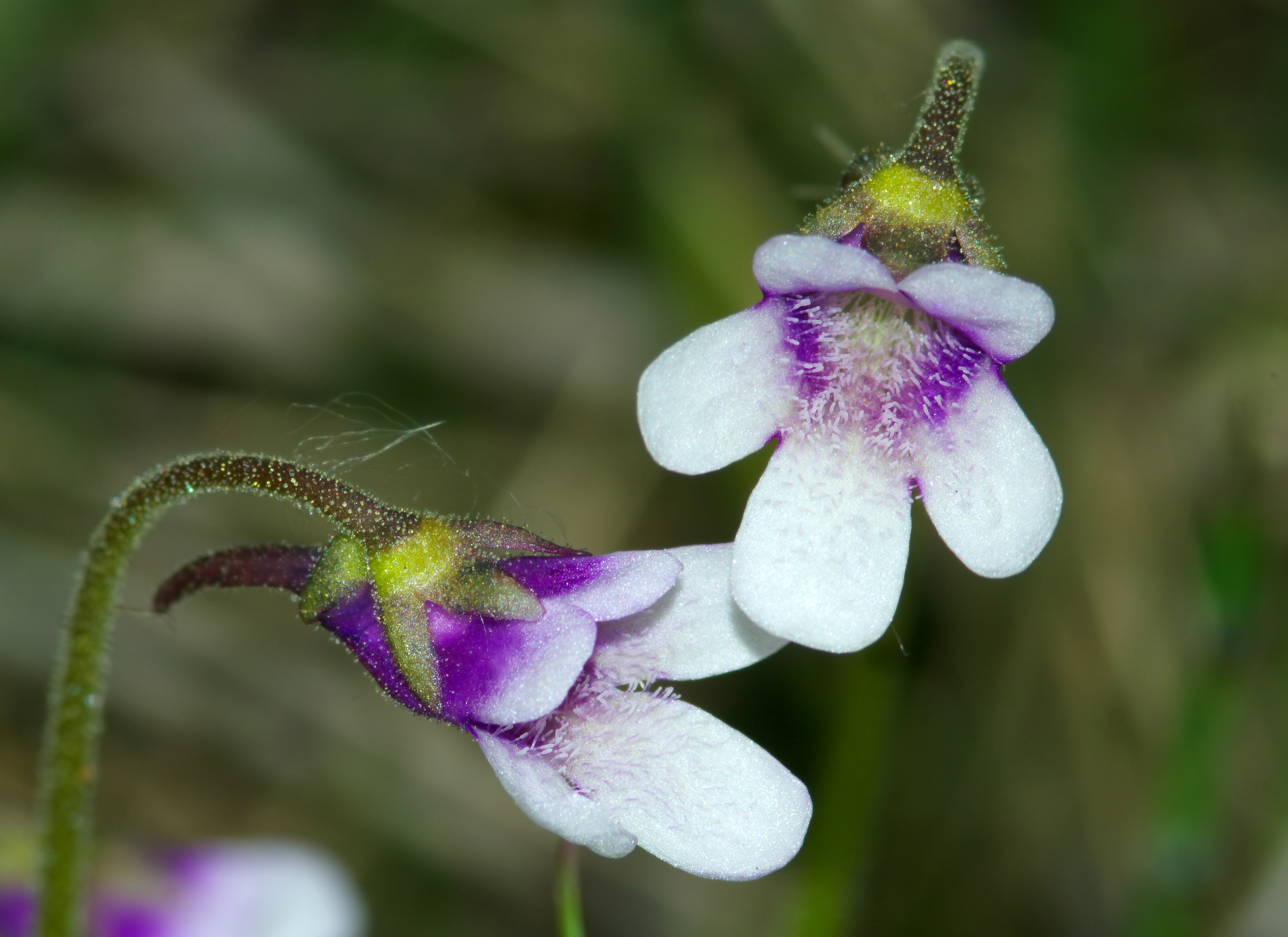
Квіти двоколірного підвиду товстянки звичайної

## Екологія
Рослина світлолюбна, досить морозостійка, вологолюбна. Зростає на заболочених луках, торфових болотах, також може траплятися на торфовищах, де займає невисокі підвищення. По краях карбонатних боліт зростає у складі союзу Caricion davallianae. Загалом цей вид притаманний асоціації Molinietum medioeuropaeum, що належить класу MolinioArrhenotheretea.
Оскільки ґрунти, на яких зростає цей вид, бідні на поживні речовини, їх нестачу товстянка звичайна надолужує полюванням на комах. Своїх жертв вона приваблює клейкими виділеннями листків, які водночас слугують і приманкою, і «клеєм», який утримує комаху. Перетравлення жертви відбувається за допомогою ферментів.
Розмножується насінням і вегетативно, причому останній спосіб переважає, оскільки насіннєва продуктивність низька. Квітне у травні-липні. Плодоносить у липні-серпні.

## Поширення
Ареал цього виду обмежений східною частиною Польщі, а також Івано-Франківською та Львівською областями України. В Україні товстянка двоколірна зростає у Карпатах, на Волино-Подільській височині, у Розточчі, північній частині Опілля. Популяція поблизу села Ставки, ймовірно, знищена, оскільки після 1949 року товстянку двоколірну поблизу цього населеного пункту не знаходили. У Польщі зареєстровано 30 осередків, втім деякі з них вже втрачені. Польські ботаніки також наводять знахідки цього виду поблизу Вільнюса (Литва).

## Значення і статус виду
Загроза винищення спричинена в першу чергу природною рідкісністю товстянки двоколірної та її обмеженим ареалом. Серед антропогенних чинників найбільшу загрозу становлять осушення боліт, крім того, несприятливо впливає надмірне випасання худоби. В Україні та Польщі товстянка двоколірна занесена до національних Червоних книг. В Україні вид охороняють у Яворівському національному природному парку, також можливе його зростання на теренах природного заповідника «Розточчя».
Відомостей щодо вирощування цієї рослини немає, втім її поширення у культурі цілком можливе, оскільки близька до неї товстянка звичайна культивується легко.

## Систематика
Таксон має спірний статус, оскільки не всі дослідники визнають його окремим видом. За зовнішніми ознаками товстянка двоколірна наближена до двоколірного підвиду товстянки звичайної (Pinguicula vulgaris f. bicolor), втім, класичні місця зростання останнього розташовані далеко від України — у Франції та Швейцарії. Також цей вид схожий на товстянку богемську, яка відрізняється від товстянки звичайної лише числом хромосом.
Для товстянки двоколірної наводять лише один синонім Pinguicula vulgaris subsp. bicolor Á. Löve & D. Löve 